# علم دلالة الألفاظ
علم الدلالة أو علم المعنى أو علم الدلالة الاجتماعية أو علم الدلالة المعجمية (من اليونانية القديمة:  σημαντικός sēmantikós, «ذو معنى») هو علم المرجع أو المعنى أو الحقيقة. يمكن استخدام هذا المصطلح للإشارة إلى مجالات فرعية لاختصاصات مختلفة ومتنوعة، ويشمل ذلك: الفلسفة وعلم اللغويات وعلم الحاسوب.

## علم اللغويات
في مجال اللغويات، يعتبر علم دلالة الألفاظ هو المجال الفرعي الذي يدرس المعنى. يستطيع علم دلالة الألفاظ أن يعالج المعنى بناءً على مستوى الكلمات أو أشباه الجمل أو الجمل أو وحدات أكبر من الخطاب. اثنتان من المشاكل الأساسية في مجال علم دلالة الألفاظ هما: أولًا، التركيبي- الدلالي (والذي يتعلق بكيف تستطيع الأجزاء الصغيرة كالكلمات أن تندمج وتتفاعل لتكوّن معنى الأجزاء الأكبر كالجمل). ثانيًا، المعجمي- الدلالي (طبيعة معاني الكلمات). وهناك مشكلات أخرى بارزة مثل: السياق ودوره في عملية الفهم، السياق المعتم، الالتباس، الإبهام، الاستلزام والافتراض المسبق.
شاركت العديد من الاختصاصات والمناهج في مجال علم دلالة الألفاظ المستمر في كثير من الأحيان. أحد الأسئلة المهمة الذي يوحّد المناهج المختلفة مع علم دلالة الألفاظ اللغوي هو العلاقة بين الأسلوب والمعنى، وتم اشتقاق بعض المشاركات فيما يخص دراسة علم دلالة الألفاظ من دراسات تتراوح من 1980–1990s لمواضيع ذات علاقة مثل واجهة بناء الجملة والدلالات والبراغماتية.
يتفاعل المستوى اللغوي لعلم دلالة الألفاظ مع مستويات موضوعات أخرى (كبناء الجملة) من حيث اشتقاق اللغة عادةً. في علم اللغويات، من الطبيعي التحدث عن «وسائط» تتعلق بمثل هذه التفاعلات بين مستويات الموضوعات. بالنسبة لعلم دلالة الألفاظ، من أكثر الوسائط المهمة تلك التي تخص بناء الجملة (واجهة بناء الجملة والدلالات)، البراغماتية وعلم الأصوات (فيما يتعلق بعلم العروض والتنغيم). 

## الفلسفة
المقالات الرئيسية: نظرية المرجعية والمعنى(فلسفة اللغة).
نشأت الكثير من المناهج الرسمية لعلم دلالة الألفاظ في المنطق الرياضي وعلم الحاسوب في أوائل القرن العشرين تحت اسم فلسفة اللغة وفلسفة المنطق. بدايةً، تم إنشاء أول نظرية ذات تأثير لعلم دلالة الألفاظ من قبل جوتلوب فريجه وبيرتراند راسل. يُنظر إلى فريجه وراسل بأنهم منشأين أسلوب التحليل الفلسفي لتوضيح المعنى تركيبيًا عن طريق بناء الجملة  والوظيفة الرياضية. يُنظر إلى لودفيغ فيتغنشتاين والذي يعد طالب سابق لراسل أيضًا أحد الشخصيات الأساسية في أسلوب التحليل. جميع هؤلاء فلاسفة اللغة الأوائل كانوا مهتمين بكيف استطاعت الجمل التعبير عن المعلومات كنوع من الافتراضات. كما تعاملوا أيضًا مع قيمة الحقيقة وشروط الحقيقة التي تمتلكها الجملة بمقتضى الافتراض التي تعبّر عنه.
في فلسفة العصر الحالي، يستخدم مصطلح علم دلالة الألفاظ للإشارة إلى علم الدلالة المنهجي والذي يربط ما بين علم اللغويات والفلسفة. هناك أيضّا أسلوب فعّال يُدعى الميتافيزيقيا والذي يدرس أسس دلالات اللغة الطبيعية.

## علم الحاسوب
المقالة الرئيسية: علم الدلالة الشكلي
في علم الحاسوب، مصطلح علم دلالة الألفاظ يشير إلى معنى تراكيب اللغة بالمقارنة مع بناء الجملة. وفقًا ل اوزنات، يزود علم دلالة الألفاظ قواعد لتفسير بناء الجملة. لا يقوم بتفسير المعنى بشكل مباشر لكنه يقيّد التفسيرات المحتملة لما يعلن عنه